# Gotfred Johansen
Gotfred Johansen (n. 4 mai 1895, Copenhaga, Danemarca – d. 2 februarie 1978, Egebæksvang⁠(d), Frederiksborg Amt, Danemarca) a fost un boxer ce a reprezentat Danemarca, medaliat olimpic. A participat la o ediție a Jocurilor Olimpice (1920) în care a câștigat o medalie de argint.

## Participări
Lista de mai jos prezintă principalele competiții la care a participat Gotfred Johansen de-a lungul carierei.
- boxing at the 1920 Summer Olympics – lightweight[*]